# Troposferă

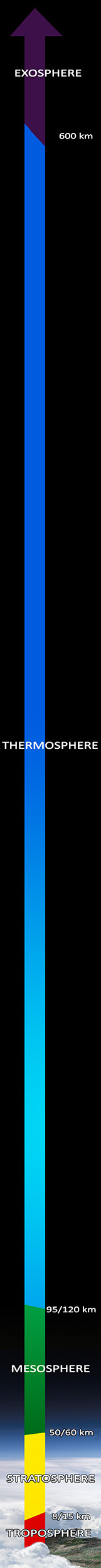
Straturile atmosferei

Troposfera (terestră) este un strat atmosferic ce se desfășoară de la nivelul solului până la 12 km altitudine (deasupra polilor are 8 km grosime, iar deasupra ecuatorului 18 km). Ea este cel mai important strat atmosferic. Face parte din învelișul geografic. Aici se află concentrată aproximativ 90% din toată cantitatea de aer (datorită atracției gravitaționale a Pământului), se formează norii, precipitațiile, vânturile și se desfășoară viața și activitatea omului. De asemenea, acest strat concentrează peste 80 % din masa atmosferei și c. 90 % din vaporii de apă, fiind sediul celor mai importante procese și fenomene meteorologice. Temperatura scade cu 6,4°C la fiecare km și ajunge în partea superioară la -80°C.